# Cyrtoclytus yunamensis
Cyrtoclytus yunamensis là một loài bọ cánh cứng trong họ Cerambycidae.